# Lagaze
Lagaze est une localité du sud de la Côte d'Ivoire et appartenant au département de Divo, Région du Sud-Bandama. 